# Johan Tietrich Schoultz

Skärgårdsflottan i "Bataillen vid Fredrichshamn, d. 15de May 1790, Då Svenska Flottan, under Konungens Egit befäl ärövrade 40 Ryska Fartyg". Enligt påskrift målad 1799. Ingick i Gustav IV Adolfs samling.

"SjöSlag Emellan Kongl.Swenska och Kejserliga Ryska Skjärgårds Flottorne vid Fredrickshamn för Middagen den 15 de Maj 1790..."Träffningen beskrivs i texten under bilden. Akvarell på papper, daterad 1803.

Johan Tietrich Schoultz, född 5 oktober 1754 i Simtuna socken, Sverige, död 1807 i Bjärnå, Finland var en svensk sjömilitär och marinmålare. Han är främst känd för skildringar av episoder ur särskilt skärgårdsflottans medverkan i Gustav III:s ryska krig 1788-1790, där han aktivt deltog på galärerna Kalmar, Svärdsorden och Serafimsorden. Konstnärligt värderas hans målningar inte särskilt högt, istället är det som skildringar av olika stridsscener från kriget som de ansetts som intressanta och har som sådana flitigt använts som illustrationer i litteratur om detta krig.

## Biografi
Om Schoultz barndom är inget känt, även om hans övriga liv är litet känt. Utifrån hans konstnärliga verk har man utgått från att han haft sitt yrkesliv i arméns flotta (skärgårdsflottan), denna tid är också dokumenterad i form av en meritförteckning från 1792. Enligt denna skall han en tid ha varit målargesäll och även "bevistat" Kungliga Målarakademien (hans namn förekommer inte i Konstakademiens matriklar) och vid 12 års ålder, 1776, engagerats som volontär i arméns flotta. Han skall då ha benämnts "målare" vid sjöartilleribataljonen. Han ingick troligen i traditionen med konstnärligt utbildade militärer, liksom bl.a. föregångaren Augustin Ehrensvärd, uppgifterna för dessa var, utöver att rita marsch- och rekognoseringskartor, just att i bild dokumentera bataljer och slag. I mönsterrullan 18/6 1777 är det antecknat att han "har väl fel på ena ögat men som annars stark och erfaren får han stå kvar". 1786 befordrad till korpral och vid krigsutbrottet 1788 blev han som furir kommenderad på galären KALMAR, 1789 tjänstgjorde han på galären SVÄRDSORDEN och 1790 var han uppbördsstyckjunkare på SERAPHIMSORDEN. 1793 beviljades Schoultz p.g.a. sjukdom avsked från sin tjänst som styckjunkare och tog ut flyttningsbetyg till Bjernå i Åbo län i Finland, där han skall ha dött 1807. 

"Bataillen vid Svensksund den 9 och 10 juli 1790, då Svenska Skärgårdsflottan under Konungens eget befäl eröfrade 55 ryska fartyg". Olja på duk

## "Målaren" Schoultz
Som deltagare i slagen 1788-1790 fick han god inblick i de strider man antar att han "skissade i krutröken". Särskilt under kommenderingen på SERAPHIMSORDEN var han i stridernas centrum. På galären var  flaggkaptenen med sin stab konstant förlagd och i sin egenskap av flottans chef embarkerade Gustav III ofta galären under striderna. Av de närmare 90-talet kända verken av Schoultz, skildrar de flesta Gustav III:s ryska krig och skall ha utförts på order från högsta ort. Av meritförteckningen framgår att Schoultz var krigsreporter på plats. Han skall på galären KALMAR 1789 och deltagit i en skärmytsling med ryskt skepp väst om Porkala 30 juli, och  29 augusti medverkat i kanonbeskjutning på samma plats, samt 27 augusti varit med i anfallet mot de i Porkala liggande ryska skeppen och året därpå, på galären SERAPHIMSORDEN deltagit 15 maj i anfallet på Fredrikshamn och deltagit när man med galärespingen samma eftermiddag smög sig på en i åmynningen liggande tscaik och i skydd av en brygga tänt på denne, 3 juli bevistat reträtten från Viborg och 9 juli bevistat bataljen vid Svensksund. För sitt deltagande i  Fredrikhamns- och Svensksundsslagen belönades han med silvermedaljen i större storleken.13 oktober 1790 erhöll han styckjunkares lön.   
Schoultz målningar skildrar sammanlagt 32 märkliga händelser på ett mycket detaljerat och närmast dokumentariskt sätt och anses därigenom vara världsunika. Konstnärligt har hans verk fått mycket skiftande omböme, även det dokumentära värdet har någon gång ifrågasatts. Stilistiskt är det svårt att placera Schoultz i någon särskild skola, han anses höra hemma det tidiga 1800-talets naivism mer kanske p.g.a. bristande skolning än av något medvetet stilval. Hans skildringar av det finländska skärgårdslandskapet motsvarar i viss mån Elias Martins förromantiska natursinne. Konstnärerna intresse för marina motiv ökar först vid denna tid.  
Schoultz största uppdragsgivare var Gustav III, Gustav IV Adolf och Hertig Carl.  

"Bataillen vid Svensksund d.9 och 10 Julii 1790. Där Svenska Skärgårdsflottan, under Konungens Egit höga befäl äröfrade 55 Ryska Fartyg."

## Schoultzsamlingar
En serie om femton målningar ägdes av Gustav IV Adolf och följde med honom till Tyskland sedan han avsatts 1809. Dessa kom sedan att ägas av det Sachsiska furstehuset fram till 1918 då tavlorna via konsthandeln kom tillbaka till Sverige. 1922 köptes dessa in till de sjökrigshistoriska samlingarna på inrådan av samlingarnas företrädare f.d. konteramiralen Jacob Hägg, och ingår numer i Sjöhistoriska museets samlingar. 
15 målningar är repliker, målade 1803-1804, och en gång skänkta till Kungliga Sjökrigsskolan av greve Baltzar Julius von Platen, vilken avled 1875. Dess finns numer på Marinmuseum i Karlskrona. De är reducerade repliker av tidigare framställda dukar, alla i samma storlek och troligen beställda av donatorns fader, Baltzar Bogislaus von Platen, den kände amiralen och kanalbyggaren, som i egenskap av subaltern deltog i 1788-90 års krig.
25 bataljmålningar, tidigare tillhöriga Karls XIII, testamenterade till Karl XIV Johan och av dennes sonson skänkta till Nationalmuseum har kvar sin ursprungliga placering på Rosersbergs slott. Enstaka målningar av Schoultz ägs av Örlogsmannasällskapet i Karlskrona, Sjöofficerssällskapet i Stockholm samt av privatpersoner. Repliker i gouache eller akvarell är också kända. Ett antal skisser i sepia, varav två på svenska Krigsarkivet. Finlands nationalmuseum äger en akvarell med bataljmotiv och en olja, den senare avbildande Bjärnå kyrkby, Schoultz sista kända arbete.

## Verk
1932 gjordes av marinstabens sjöhistoriska avdelning en inventering av alla Schoultzmålningar i Sverige. 78 av 82 av de då funna dukarna skildrar scener från Gustav III:s krig till sjöss mot Ryssland 1788-90. De fyra målningarna med annat motiv var två mindre sjöstycken från de kungliga förmälningshögtidligheterna 1797, sjöslaget vid Femerbält 1644 och skeppet Ölands strid mot engelsmännen 1704, de båda sista sannolikt kopior. Gunnar Unger, som gjorde inventeringen, ser starka skäl att anta att van Soest skildringar från Nordiska sjuårskriget, som hänger i Örlogsmannasällskapets lokaler i Karlskrona är kopior gjorda av Schoultz .

"H. Maj:t Konungen införer Solent Dess Galaire Escadre på Stockholms Ström d. 16 october 1790. Sedan den hemkommit från Finska kriget". Olja på duk, Signerad J.T. Schoultz. Ingick i Gustav IV Adolfs samling.

Johan Tietrich Schoultz är representerad bland annat på: Sjöhistoriska museet, Marinmuseum, Örlogsmannasällskapet, Nationalmuseum, Rosersbergs slott, Norrköpings konstmuseum, Länsmuseet Gävleborg och 
Mariedals slott.

## Målningar från 1788-90 års krig
1. Träffningen vid Fredrikshamn 29 juli 1788 (endast original)
2. Träffningen vid Hangöudd 16 oktober 1788 (endast original)
3. Landbatteri i eld vid Lappvik 16-17 oktober 1788 (endast original)
4. Träffningen vid Hangöudd 17 oktober 1788 (replik/er finns)
5. Galären Kalmar på väg till Åbo 4 november 1788 (endast original)
6. Galären Kalmar i strid vid Porkala 30 juli 1789 (endast original)
7. Drabbningen vid Korkiansari 15 augusti 1789 (replik/er finns)
8. Sjöslaget vid Svensksund 24 augusti 1789 (replik/er finns)
9. Träffningen vid Porkala 26 augusti 1789 (replik/er finns)
10. Träffningen vid Porkala 27-28 augusti 1789 (replik/er finns)
11. Ryskt anfall mot Barösund 18 september 1789 (replik/er finns)
12. Ryska flottan i Barösund 19 september 1789 (endast original)
13. Sjöslaget vid Fredrikshamn 15 september 1789 1. Skedet (replik/er finns)
14. Sjöslaget vid Fredrikshamn 15 september 1789 2. Skedet (replik/er finns)
15. Anfallet på Fredrikshamn 20 maj 1790 (replik/er finns)
16. Ryska flottan anfaller vid Björkö 3 juni 1790 (endast original)
17. Anfallet på Trångsund 15 juni 1790 (replik/er finns)
18. Träffningen vid Uransari 16 juni 1790 (replik/er finns)
19. Träffningen vid Björkösund 2 juli 1790 (endast original)
20. Skärmyttsling vid Koivisto 2-3 juli 1790 (replik/er finns)
21. Skärmyttsling vid Biskopsö 3 juli 1790 (replik/er finns)
22. Utbrytningen från Viborg 3 juli 1790 1. Skedet (replik/er finns)
23. Utbrytningen från Viborg 3 juli 1790 2. Skedet (replik/er finns)
24. Utbrytningen från Viborg 3 juli 1790 3. Skedet (endast original)
25. Utbrytningen från Viborg 3 juli 1790 4. Skedet (endast original)
26. Sjöslaget vid Svensksund 9 juli 1790 (replik/er finns)
27. Sjöslaget vid Svensksund 10 juli 1790 (replik/er finns)
28. Skärmyttslingen vid Korkiansari 6 augusti 1790 (replik/er finns)
29. Konungen lämnar flottan 18 augusti 1790 (endast original)
30. Nattlig signalering 29 augusti 1790 (endast original)
31. Överfart å Ålandshav 9 oktober 1790 (endast original)
32. Ankomsten till Stockholm 16[8] oktober 1790 (endast original)

Studier till flera av dessa målningar finns, gjorda i sepia, bl.a. i Krigsarkivet (6, 9,10, 13, 22, 24, som också har två studier utan motsvarighet i någon vid 1932 års inventering känd oljemålning: Flottornas sammanträffande syd Björkösund 5 juni 1790 och Skärgårdsflottornas avsegling från Trångsund 20 juni 1790), Örlogsmannasällskapet (26) och Coldinuordens samlingar (5).